# Liste de pertes de trading
Le tableau suivant est une liste de « pertes de trading ». Dans certains cas, la perte, parfois frauduleuse, a provoqué d'importantes restructurations de la société concernée, voire sa faillite.
La liste n'est pas exhaustive en ce qui concerne les pertes inférieures à un milliard de dollars.

## Pertes supérieures à un milliard de dollars US
| Nom                              | Montant de la perte (en milliards de dollars) | Nationalité | Société                      | Produit financier à l'origine de la perte                   | Année | Aspect frauduleux |
| -------------------------------- | --------------------------------------------- | ----------- | ---------------------------- | ----------------------------------------------------------- | ----- | ----------------- |
| Howie Hubler                     | 9                                             | États-Unis  | Morgan Stanley               | Credit default swaps sur subprimes                          | 2008  |                   |
| Jérôme Kerviel                   | 7,26 (4,9 Md€)                                | France      | Société générale             | Contrats à terme sur European Index (voir article détaillé) | 2008  |                   |
| Brian Hunter                     | 6,5                                           | Canada      | Amaranth Advisors            | Contrats à terme sur gaz                                    | 2006  |                   |
| John Meriwether                  | 4,6                                           | États-Unis  | Long Term Capital Management | Taux d'intérêt et produits dérivés sur actions              | 1998  |                   |
| Bruno Iksil                      | 4,4                                           | France      | JPMorgan Chase               | produits dérivés                                            | 2012  |                   |
| Yasuo Hamanaka                   | 2,6,                                          | Japon       | Sumitomo Corporation         | Contrats à terme sur cuivre                                 | 1996  |                   |
| Wolfgang Flöttl et Helmut Elsner | 2,5,                                          | Autriche    | Bawag                        | Monnaie et swap de taux d'intérêt                           | 2006  |                   |
| Kweku Adoboli                    | 2,3                                           | Ghana       | UBS                          | Opérations de négoces                                       | 2011  |                   |
| Nick Leeson                      | 1,3                                           | Royaume-Uni | Barings                      | Contrats à terme sur Nikkei                                 | 1995  |                   |
| Toshihide Iguchi                 | 1,1                                           | Japon       | Banque Daiwa                 | Obligations                                                 | 1995  |                   |

## Pertes inférieures à un milliard de dollars US
| Nom                       | Montant de la perte en milliard de dollars | Nationalité | Société                     | Source de la perte                                                      | Année | Aspect frauduleux |
| ------------------------- | ------------------------------------------ | ----------- | --------------------------- | ----------------------------------------------------------------------- | ----- | ----------------- |
| Boris Picano-Nacci        | 0,975 (0,751 Md€)                          | France      | Caisses d'épargne           | Options sur actions                                                     | 2008  |                   |
| David Lee                 | 0,8                                        | États-Unis  | Banque de Montréal          | Options sur gaz naturel                                                 | 2007  |                   |
| Friedhelm Breuers         | 0,8                                        | Allemagne   | WestLB                      | Actions ordinaires et privilégiées Volkswagen                           | 2007  |                   |
| Daniel Castelleoni        | 0,7                                        | Brésil      | SLW                         | Banco PINE                                                              | 2007  |                   |
| John Rusnak               | 0,7                                        | États-Unis  | Allied Irish Banks          | Devises                                                                 | 2002  |                   |
| Peter Young               | 0,7                                        | Royaume-Uni | Morgan Grenfell             | Actions                                                                 | 1997  |                   |
| Chen Juilin               | 0,6                                        | Chine       | China Aviation Oil (en)     | Futures et Options pétroliers                                           | 2004  |                   |
| Ramy Goldstein            | 0,5                                        |             | UBS                         | Dérivés globaux                                                         | 1998  |                   |
| Joseph Jett               | 0,4                                        | États-Unis  | Kidder Peabody              | Obligations d'État                                                      | 1994  |                   |
| Michael Berger            | 0,4                                        | États-Unis  | Manhattan Investment Fund   | Actions sur technologies de l'information au cours de la bulle Internet | 2000  |                   |
| Wolfgang Kulterer         | 0,4                                        | Autriche    | Hypo Group Alpe Adria       | Devises                                                                 | 2004  |                   |
| (non révélé)              | 0,4                                        |             | Dexia                       | Obligations d'entreprises                                               | 2001  |                   |
| (non révélé)              | 0,4                                        | France      | CIC-Crédit mutuel           | Dérivés action                                                          | 2005  |                   |
| Richard « Chip » Bierbaum | 0,35                                       | États-Unis  | Calyon                      | Credit Indices                                                          | 2007  |                   |
| Luke Duffy                | 0,3                                        | Australie   | National Australia Bank     | Devises                                                                 | 2004  |                   |
| Liu Qibing                | 0,2                                        | Chine       | State Reserve Bureau (en)   | Futures sur le cuivre                                                   | 2006  |                   |
| Howard Rubin              | 0,25                                       | États-Unis  | Merrill Lynch               | Trading de crédits hypothécaires (IOs et POs)                           | 1987  |                   |
| (non révélé)              | 0,225,                                     | Japon       | Mizuho Securities (en)      | Actions ordinaires                                                      | 2005  |                   |
| Raymond Mains             | 0,2                                        | États-Unis  | Procter & Gamble            | Derivés de taux                                                         | 1994  |                   |
| Kyriacos Papouis          | 0,2                                        | Royaume-Uni | NatWest                     | Options sur taux                                                        | 1997  |                   |
| Armin S.                  | 0,16(0,135 Md€)                            | France      | BNP Paribas Arbitrage       | produits structurés                                                     | 2016  |                   |
| Eduard Nodilo             | 0,1                                        | Croatie     | Riječka banka (Rijeka Bank) | Devises                                                                 | 2002  |                   |
| Lionel Crassier           | entre 0,01 et 0,025                        | France      | BNP Paribas                 | non précisé                                                             | 2012  |                   |